# Dunlough Castle
Dunlough Castle (Three Castle Head, irisch Ceann na dTrí Chaisleán) ist die Ruine einer Niederungsburg im Townland Dunlough (irisch Dún Locha) am äußersten nördlichen Ende der Mizen-Halbinsel im irischen County Cork. Die Burg ließ Donagh O’Mahony 1207 bauen; damit ist sie eine der ältesten normannischen Burgen im Süden Irlands und ein interessantes Beispiel für die normannische Architektur und den Trockenmauerbau.

## Beschreibung

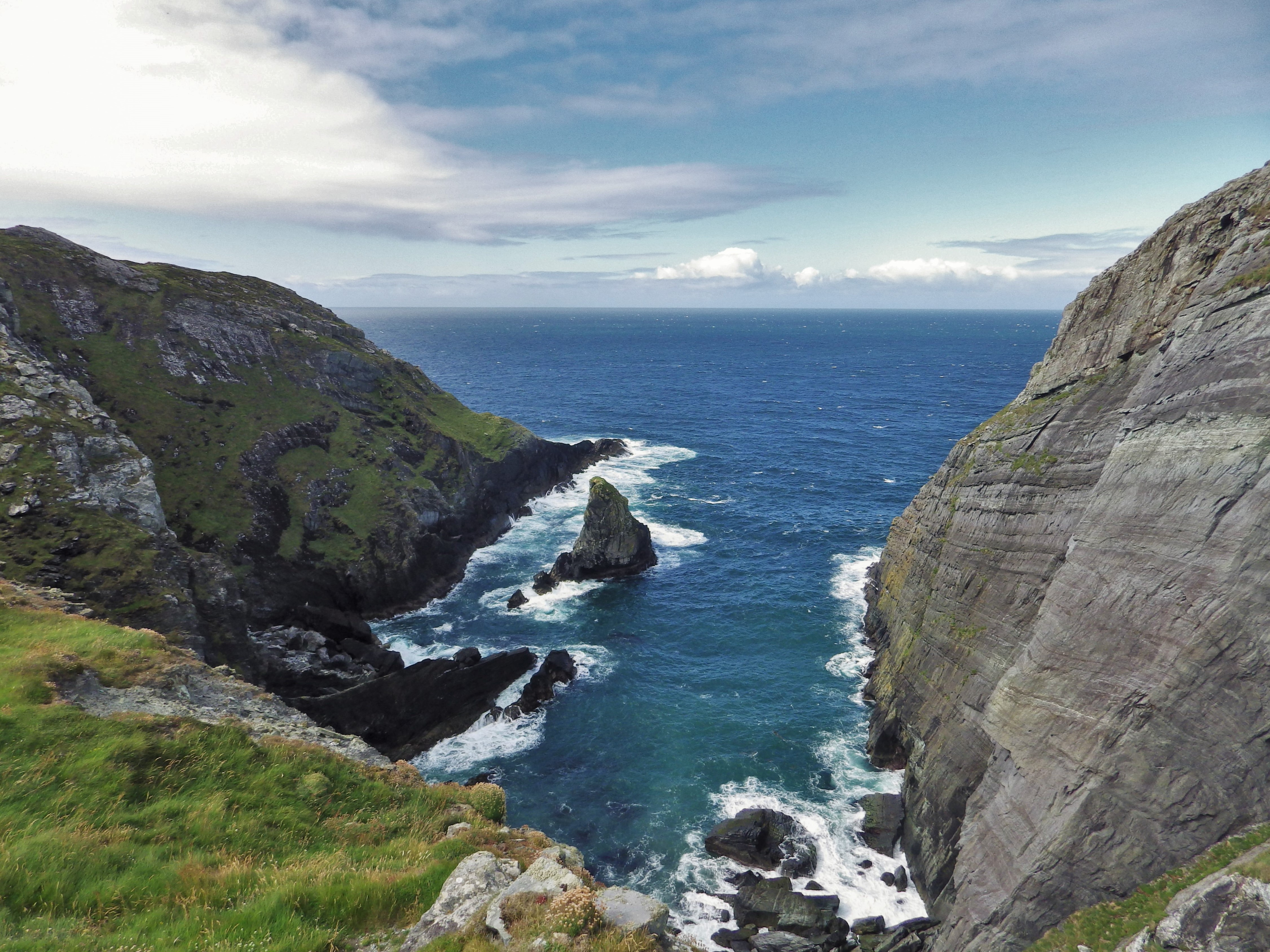
„Three Castle Head“ am Atlantik

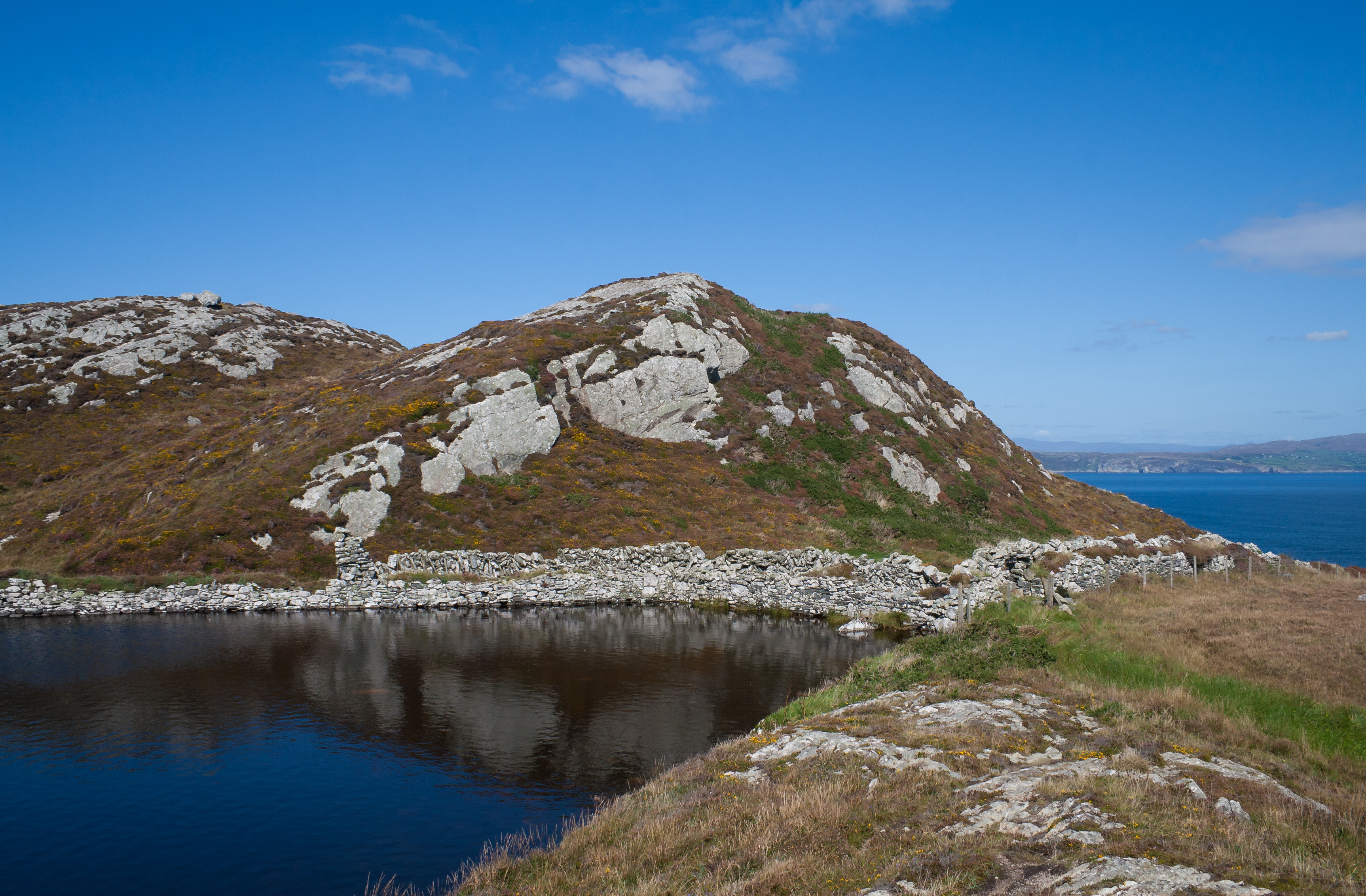
Mauer am Ostufer des Dun Lough

Dunlough Castle besteht aus drei befestigten Türmen oder Donjons, die fast unsichtbar an der Landenge stehen, die den „Three Castle Head“ mit dem Festland verbindet. Die Burg ist nur von Süden über privates Bauernland zu erreichen. Die Türme sind mit einer Mauer verbunden, die sich über mehr als 30 Meter von den westlichen Klippen bis an das Ufer eines offensichtlich künstlichen Sees erstreckt. Die Mauer ist heute größtenteils eingestürzt, nur an einigen Stellen ist sie bis zu 5 Meter hoch. Am Ostufer des Sees dient eine Mauer aus derselben Zeit als Damm, der die Wasser des Sees am Auslaufen über die Klippen in die Dunmanus Bay etwa 100 Meter tiefer hindert. Der Weg um den See auf der Ostseite ist unangenehm zu gehen und die Westseite ist durch die Burg und die Mauer belegt. Ein kleiner Fußweg zwischen den äußersten westlichen Ruinen und den 120 Meter hohen Klippen vermittelt den Zugang zu den Türmen und den weiteren felsigen Klippen. Wie ein Schriftsteller beobachtet hatte, „Für eine einfallende Armee mögen die Oberkante der Klippen, die Verteidigungsmauer, der See und der finstere, unzugängliche Zugang die Burg uneinnehmbar erscheinen haben lassen.“ Es ist nicht bekannt, ob Dunlough Castle jemals angegriffen wurde.

## Geschichte
Zu der Zeit, als die ersten normannischen Soldaten und Siedler in Irland ankamen, 1169, waren die O’Mahonys Prinzen von Eóganacht Raithlind, noch mächtig, aber auf dem absteigenden Ast, die ein Gebiet ungefähr von der Stadt Cork bis nach Westen zur Mizen-Halbinsel beherrschten. Ihre regionale Bedeutung hatte stark abgenommen, seit die Familie MacCarthy Anfang des 12. Jahrhunderts von Tipperary nach Süden gezogen war; sie verfiel noch schneller, als die Normannen ins südliche Irland einfielen. Ihre wichtigsten irischen Rivalen (und Verbündete) waren die MacCarthys und die O’Briens. Aber alle diese Gruppen wurden in militärischer Hinsicht von den Normannen deutlich übertroffen, die dem ersten Einfall des englischen Königs Heinrich II. folgten.
1177 verlehnte Heinrich II. „das Königreich Cork“ an die cambro-normannischen Ritter Robert FitzStephen und Miles de Cogan. De Cogan erhielt die Ländereien westlich von Cork und drang in Richtung Atlantik vor und verjagte die dort ansässigen Familien von ihren Besitzungen im zentralen Cork. Der O’Mahony-Clan, geführt von seinem Clanchef Donagh, „dem Auswanderer“, siedelte sich am äußersten, südwestlichen Punkt von Irland, der Spitze der Halbinsel Mizen, an.

## Architektur

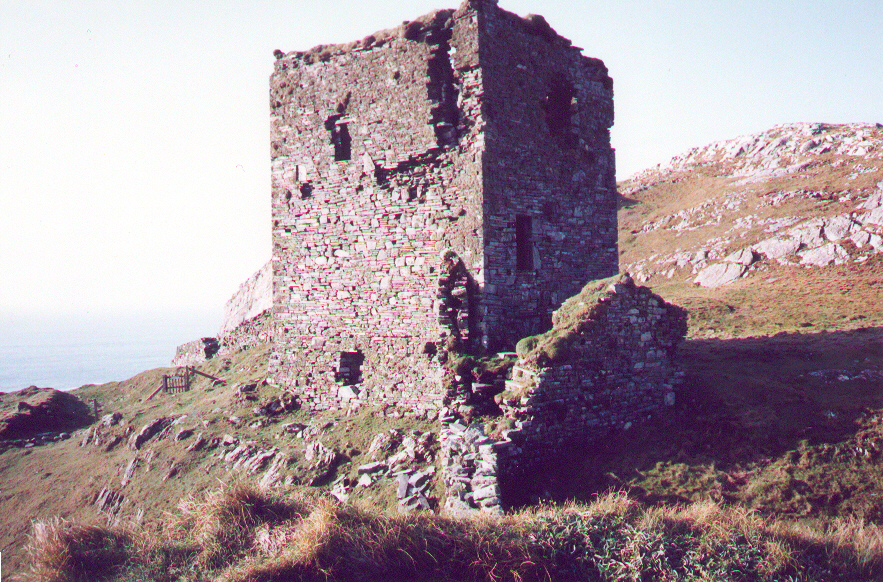
Westlicher Turm

Als Beispiel für den Trockenmauerbau ist Dunlough Castle bemerkenswert, weil die drei Türme unterschiedliches Aussehen haben; jeder von ihnen ist kleiner als die typischen einzelnen Türme der Region. Die drei Türme und ihre Verbindungsmauer wurden in die Landschaft integriert und waren wohl ein abschreckendes Ziel für einfallende Armeen, auch wenn nicht bekannt ist, ob je eine versucht hat, die Burg einzunehmen.
Jeder der drei Türme hat drei Stockwerke, typisch für die damaligen Türme mit rechteckigem Grundriss. Es gibt keine Türmchen oder Brüstungen an den noch erhaltenen Gebäuden. Der östliche Turm war vermutlich der Torturm, wenn auch der eigentliche Torweg heute verfallen ist. Der westliche Turm ist der größte und beherbergte einst wohl die Räumlichkeiten für die meisten der jeweiligen Bewohner. Typisch für die „Untertürme“, die man in größeren normannischen Burgen findet, ist, dass der mittlere Turm mit einem zusätzlichen Ausguck und Lagerräumen ausgestattet war und der Verstärkung der Verbindungsmauer diente.

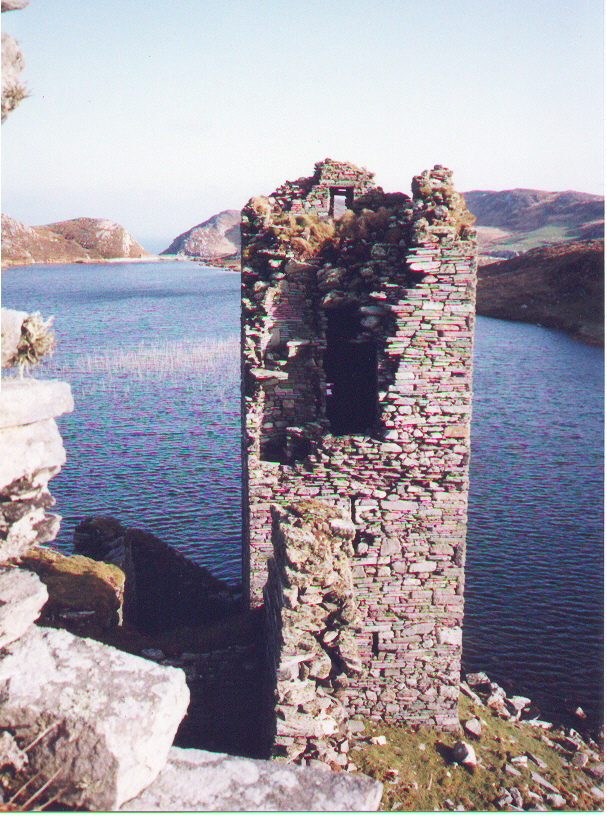
Der östliche Turm

Die Inneneinrichtung von Dunlough Castle ähnelt der anderer, früher irischer Burgen. Der Ostturm hat eine Wendeltreppe, während der Westturm gerade Treppen besitzt. Im mittleren Turm finden sich beide Arten von Treppen. Die Wendeltreppe im Ostturm ist heute von außen sichtbar, weil die äußeren Mauern bröckeln. Die einfachen Türme von Dunlough Castle mit ihren rechteckigen Grundrissen nahmen schon den Stil der anderen Burgen in der Region vorweg, die später gebaut wurden und von denen noch etliche erhalten sind. Einfach und ungeschmückt erheben sich diese Burgen, viele von ihnen O’Mahony-Donjons, aus der Landschaft entlang beider Ufer der Mizen-Halbinsel.
Ein gemeinsames Konstruktionsdetail aller O’Mahony-Burgen – sichtbar auch am Westturm von Dunlough Castle – ist die Tür im ersten Obergeschoss. Sie liegt üblicherweise direkt über oder etwas neben dem Eingang im Erdgeschoss und war vermutlich über eine bewegliche Holzleiter zu erreichen. Von dieser Tür führt der Weg entweder weiter hinein ins erste Obergeschoss (üblicherweise aus Holz) oder nach oben ins zweite Obergeschoss. Das zweite Obergeschoss von Dunlough Castle hat, wie in anderen O’Mahony-Burgen, einen Steinboden und beherbergte eine Bankett- oder Versammlungshalle. Dies war ein übliches Detail in den meisten frühen normannischen Donjons.
Der Verfall von Dunlough Castle ist teilweise dem Trockenmauerwerk geschuldet, das zu seinem Bau verwendet wurde. Diese Bauart ist untypisch für die Burgen dieser Gegend, die in späteren Jahren unter Verwendung feuchten Mörtels und Sandes gebaut wurden. Allerdings war der Einsatz von Trockenmauerwerk bei frühen irischen Gebäuden üblich.